# Na progu raju
Na progu raju – album Piotra Fronczewskiego wydany w 1986 roku nakładem wytwórni Polton.

## Lista utworów

### Strona 1
1. "Crazy Zdzich" (A.Korzyński, A.Spol) – 03:42
2. "Toczy się życie" (A.Korzyński, M.Atkonis) – 02:46
3. "Jestem luźny totalnie" (A.Korzyński, M.Atkonis) – 02:46
4. "W domu, kiedy stress" (A.Korzyński, M.Atkonis) – 04:36
5. "Pudło za biznes" (A.Korzyński, M.Atkonis) – 04:50

### Strona 2
1. "Asior-basior-super as" (A.Korzyński, A.Spol) – 02:48
2. "Tandetni, cholerni spryciarze" (A.Korzyński, A.Spol) – 03:39
3. "Nie wiem czy wytrzymasz ze mną mała" (A.Korzyński, A.Spol) – 02:20
4. "Na progu raju" (A.Korzyński, J.Cygan) – 04:14
5. "Nocy bure cienie" (A.Korzyński, J.Cygan) – 03:41

## Twórcy
- Marlena Drozdowska - śpiew
- Zbigniew Jaremko - instrumenty dęte
- Andrzej Korzyński - instrumenty klawiszowe

### Personel
- Andrzej Pągowski - projekt graficzny
- Włodzimierz Kowalczyk - realizacja nagrań